# Bromoacétate d'éthyle
Le bromoacétate d'éthyle est un composé chimique de formule BrCH2COOCH2CH3. C'est l'ester éthylique de l'acide bromoacétique BrCH2COOH. On l'obtient en deux étapes à partir de l'acide acétique CH3COOH. C'est un gaz lacrymogène à l'odeur fruitée et piquante qui se présente comme un liquide incolore lorsqu'il est pur, mais est généralement teinté de jaune en raison d'impuretés. C'est également un agent alkylant très toxique qui peut être fatal s'il est inhalé.
Il aurait été utilisé pour la première fois par la police française en 1912 pour disperser des voleurs de banque et est recensé par l'organisation mondiale de la santé comme instrument de maintien de l'ordre. Il a été utilisé au cours de la Première Guerre mondiale comme gaz de combat et, au cours de la Seconde Guerre mondiale, comme signature olfactive identifiant les cristaux de Zyklon B, peu odorants par ailleurs, afin d'avertir du danger du cyanure d'hydrogène HCN qui s'en échappe.
En synthèse organique, c'est un agent alkylant polyvalent. Son utilisation principale est dans la réaction de Réformatski, au cours de laquelle il réagit avec du zinc pour former un énolate de zinc BrZnCH2COOCH2CH3 ; ce dernier se condense avec des composés carbonylés pour former des esters β-hydroxy.
C'est également le point de départ pour la préparation de plusieurs autres réactifs. Par exemple, le réactif de Wittig associé, préparé par réaction avec la triphénylphosphine P(C6H5)3, est couramment utilisé pour préparer des esters α,β-insaturés à partir de composés à carbonyle tels que le benzaldéhyde :